# Papiss Cissé
Papiss Demba Cissé (Dakar, 1985. június 3. –) szenegáli válogatott labdarúgó, az Amiens csatára.

## Pályafutása

### A válogatottban
2009. augusztus 12-én mutatkozott be a szenegáli válogatottban a Kongói Demokratikus Köztársaság elleni 2–1-es barátságos mérkőzésen. 2010. október 9-én mesterhármast szerzett a 2012-es Afrika-kupa selejtezőn Mauritius ellen (7–0). Részt vett a  2015-ös afrikai nemzetek kupáján is.

## Statisztika

### A válogatottban
| Válogatott | Év       | Mérk. | Gólok |
| ---------- | -------- | ----- | ----- |
| Szenegál   | 2009     | 4     | 3     |
| Szenegál   | 2010     | 4     | 4     |
| Szenegál   | 2011     | 6     | 2     |
| Szenegál   | 2012     | 10    | 3     |
| Szenegál   | 2013     | 6     | 4     |
| Szenegál   | 2014     | 4     | 1     |
| Szenegál   | 2015     | 2     | 0     |
| Összesen   | Összesen | 36    | 17    |